# Xavier Bichat
Marie François Xavier Bichat, (Thoirette, 14. studenog 1771. — Pariz, 22. srpnja 1802.), bio je francuski anatom.
Bichat je poslije studija u Montpellieru radio kao liječnik u  Hôtel-Dieu u Lyonu i učitelj anatomije i patologije na istom mjestu. Iako je umro mlad, s 31 godinu, Bichat je već bio poznat kao istaknut znanstvenik. Bichat je proučavao životne procese i građu tkiva i organa, upotrebljavajući tadašnje nepotpune metode što je opisao u Anatomie générale (1801). I njegovo drugo djelo Recherches physiologiques sur la vie et la mort (1800.) imalo je veliki utjecaj na tadašnju percepciju psihologije života i smrti. Njegovo ime nalazi se na popisu 72 znanstvenika ugraviranih na Eifellovom tornju.